# حوری

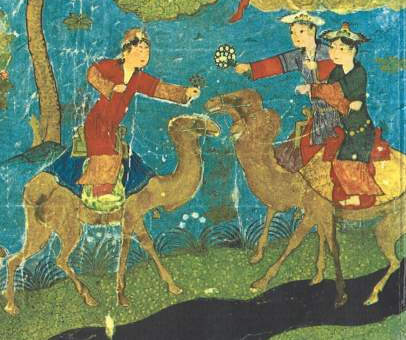
حوریان، تصویری از یک نقاش ایرانی در سده نهم هجری.

حوری یا حورٌ عین به عقیده مسلمانان و به تصریح قرآن، دختران باکره بهشتی هستند که به عنوان پاداش در بهشت به مردان پرهیزگار داده می‌شوند. لغت «حور» که جمع حوری است چهار مرتبه در قرآن به کار رفته است. در هفت آیه دیگر قرآن نیز به دختران باکره به عنوان پاداش اشاره شده و گفته شده هیچ مردی یا جنی به آن‌ها نزدیک نشده است. چنین وعده‌هایی از سوی قرآن، در عصر حاضر با انتقادات بسیاری روبرو شده‌اند. دربارهٔ ریشه اعتقاد به حوری نظرات مختلفی ابراز شده‌اند. آندرائه می‌گوید قرآن آن را از یکی از اشعار افرایم سوری گرفته اما بک اعتقاد دارد آندرائه دربارهٔ معنای شعر افرایم دچار اشتباه شده است. کریستف لوکزنبرگ می‌گوید لغت حوری ریشه سریانی دارد و به معنای «انگور سفید» (که میوه‌ای آخرالزمانی بوده است) است.

## ریشه واژه

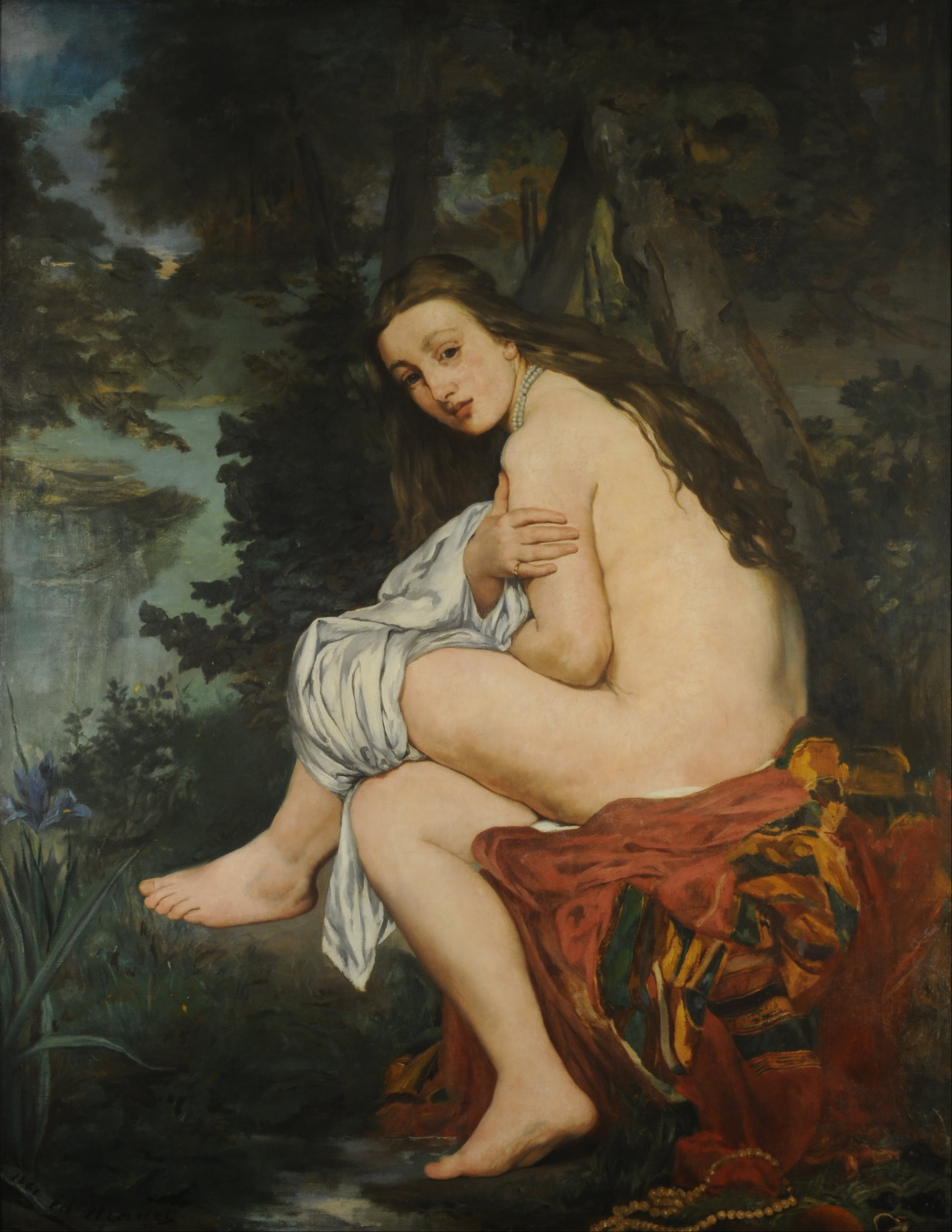
حوری شگفت‌زده اثر ادوار مانه

حور جمع اَحور و حَوراء، به کسی می‌گویند که سیاهی چشمش کاملاً مشکی و سفیدی آن کاملاً شفاف است و دارای پلک‌هایی باریک است (همانند چشمان آهو) و گاه به زنان سفیدچهره (سیمین‌تن) نیز گفته شده است.
عین نیز جمع اَعین و عَیناء به معنی «درشت چشم» است و از آنجا که بیشترین زیبایی انسان در چشمان او است، روی این مسئله مخصوصاً تکیه شده است.
برخی نیز گفته‌اند که حور از ماده حیرت گرفته شده است یعنی زنانی که آن چنان زیبا هستند که چشم‌ها از دیدن آنها حیران می‌شوند.

## حوری در قرآن
وَحُورٌ عِینٌ
و حوران فراخ چشم
کَأَمْثَالِ اللُّؤْلُؤِ الْمَکْنُونِ
مانند مروارید در پرده نگهداشته
(سوره واقعه/ آیات ۲۲ و ۲۳)
وَ زَوَّجْنَاهُم بِحُورٍ عِینٍ
و تزویج کردیم ایشان را با حوران فراخ چشم
(سوره دخان/ آیه ۵۴)
مُتَّکِئِینَ عَلَیٰ سُرُرٍ مَّصْفُوفَةٍ وَ زَوَّجْنَاهُم بِحُورٍ عِینٍ
تکیه زدگان بر سریرهای بهم پیوسته و تزویج کردیم ایشان را با حوران فراخ چشم
(سوره طور/ آیه ۲۰)

## حور در فارسی
در زبان عامه، زنان زیبا به حوری و پری تشبیه می‌شوند. ضمناً در زبان فارسی حور (که در اصلِ عربی جمع است) به‌صورت مفرد به کار می‌رود.
شعرا هم «حور: و هم «حوری» را به کار برده‌اند:
| چشم حافظ زیر بام قصر آن حوری‌سرشت |  | شیوهٔ جنّات تَجری تحتِهَا الانهار داشت (حافظ) |
| حوران بهشتی که دلِ خلق ستانند     |  | هرگز نستانند دل ما که تو داری (سعدی)     |
| نبود اندر او نیز یک چیز زشت      |  | تو گفتی مگر حور بود از بهشت (فردوسی)     |
| تا بر آن حورپیکرانِ چو ماه        |  | چشم نامحرمی نیابد راه (نظامی)            |